# 1952年の映画
1952年の映画（1952ねんのえいが）では、1952年（昭和27年）の映画分野の動向についてまとめる。
1951年の映画 - 1952年の映画 - 1953年の映画

## 出来事

### 世界
- 3月 - 黒澤明監督『羅生門』が第24回アカデミー賞外国語映画賞受賞[1][2][注 1]。
- 5月 - 第5回カンヌ国際映画祭で『源氏物語』の杉山公平が撮影賞[1]。
- 9月
  - 溝口健二監督、『西鶴一代女』が第13回ベニス国際映画祭国際賞（監督賞）受賞[5][6][注 2]。グランプリは『禁じられた遊び』（ルネ・クレマン監督）[8]。
  - 米国・ニューヨークのブロードウェイ劇場で、3台の映写機で映写するシネラマ方式かつ立体音響の大型映画『これがシネラマだ（英語版）』[9]公開[1][7][10]。
  - チャップリン、非米活動委員会の喚問を拒否し、アメリカを去る[8][6][11]。
- 11月26日 - 米国ロサンゼルス、立体映画ナチュラル・ビジョン『ブワナの悪魔（英語版）』ワールドプレミア[12][6]。
- 月日不詳
  - フランス、ジャン・ルノワール監督、米国から帰国[8]。

### 日本
- 外国映画、特にアメリカ映画の新作が本国と同時に公開されるようになった[1]。
- 1月
  - 米国映画メジャーの日本支社復活[1]。
  - 1月16日 - 富士フイルム、不燃性フィルムの生産を開始[7][1][13]。
  - 1月25日 - 外国映画輸入協会設立[7][13]。
  - 1月29日
    - 松竹研究生・三國連太郎、東宝と映画『戦国無頼』出演の仮契約を結ぶ[14]。紆余曲折を経て、3月19日、松竹が三國を解雇[15]（詳細は三國連太郎引き抜き参照）。各社、スターの引き抜きが激しくなる[16]。
    - 東宝洋画チェーン(T・Y)結成[17][7][13][注 3]。同月、東京・新宿東宝劇場、洋画封切館に転向、T・Yチェーンに参加[17]。
- 2月
  - 大映、日米合作『いついつまでも』（ポール・H・スローン（英語版）監督）[18]製作[7]。
  - 東京プロダクション（東京プロ）創立[6][19]。
- 3月
  - 昭和27年度外国映画ロイヤルティー用外貨予算の枠と送金方針が決定[7]。
  - 3月23日 - 映画演劇労働組合総連合（映演総連）結成[2]。
- 4月
  - 東京都千代田区有楽町1丁目1番地に日活国際会館、日活ホテル開業、日活本社を会館内に移転[20]。
  - 北星映画、独立プロ配給に乗出す[6]。
  - 4月10日 - NHK、ラジオ連続放送劇『君の名は』が放送開始[21][4][注 4]。
  - 4月17日 - 東映、直営劇場の名称、「東急」から「東映」へ変更[22]。
  - 4月24日 - 7年前に上映不許可となった黒澤明監督『虎の尾を踏む男達』が公開される[2]。
  - 4月26日 - CIE（民間情報教育局）は保留映画とCCD（民間検閲支隊）番号のない旧映画の取り扱いを映連と映倫に一任[15]。
  - 4月28日 - 日米講和条約、安全保障条約発効・GHQ廃止[2]。
- 5月
  - 新理研映画設立[7]。
  - 5月2日 - 俳優・鶴田浩二が（松竹から）独立して新生プロ創設[23]。
  - 5月27日 - 東京映画創立[7][2]。
  - 5月29日 - 源氏鶏太原作『三等重役』（森繁久彌主演）が公開されヒット、〔1956年から始まり〕シリーズ30作品以上となる「社長シリーズ」に繋がっていく[2][注 5]。
- 6月
  - 東宝、教育映画製作中止と〔関係する〕全従業員の整理を発表[7]。
  - 6月2日 - 大阪・北野劇場は〔米国進駐軍による〕接収が解除され、21日にリニューアル再オープン[2][24]。
- 7月
  - 7月15日 - 大蔵省、オリンピック後援会申請の英国映画『鷲の谷』[25]の輸入を許可[26]。
  - 7月27日 - 奈良県興行協同組合と配給各社の映画料（上映権利料）の交渉決裂、興協配下の33館が28日から3日間一斉休業[26]。
- 8月
  - 名古屋日活劇場オープン、日本初のアメリカ式の劇場[27]。
  - 8月5日 - 映画監督ジョセフ・フォン・スタンバーグ来日[10]。
  - 8月8日 - ラジオ受信契約数が1000万を突破[10]。
  - 8月31日 - 大蔵省より外国映画の審査を東京税関でする旨の通達[21]。
- 9月
  - 日活、『日活四十年史』発行[27]。
  - 9月2日 - 東京・浅草宝塚、浅草宝塚地下劇場オープン[21]。東宝系劇場、念願の浅草進出果たす[21]。
  - 9月4日
    - 米国戦前の大作『風と共に去りぬ』（ヴィクター・フレミング監督）を600円という非常に高額な料金で公開[1][注 6]。東京・有楽座では大ヒットしたが、大阪では大失敗[1]。
    - 日本興行組合連合会（興連）映画料金適正化対策委員会、邦画5社・外画11社に対し、単売制から歩合制への移行、白黒映画40%・天然色映画50%の歩率励行を要求[30]。19日、邦画5社、興連の要求に対し、拒否回答[30]。

  - 9月20日 - 東映本社、東京・京橋の第一相互別館に移転[31][7][32]。
  - 9月30日 - 東映、東京西新橋・飛行館東映劇場の営業を廃止、残る直営館は3館[22]。
- 10月
  - 松竹、完成した小林正樹監督『壁あつき部屋』[33]を公開直前、配給無期延期[1]。理由はBC級戦犯を扱っているため[1] [注 7]。木下惠介監督『二十四の瞳』も反戦的内容のため製作無期延期[1]。
  - 10月2日 - 東映、1951年度と1952年度の源泉所得税約670万円の滞納のため、東映京都撮影所諸設備と車両を差し押さえられる[22]。
  - 10月14日 - 池田映倫副委員長、アメリカ映画輸出協会（MPEA）マース副会長と会談し、米国メジャー映画の映倫審査問題を折衝したが物別れ[34][注 8]。
  - 10月23日 - 大映、日米合作映画『二人の瞳』（マーガレット・オブライエンと美空ひばり共演）封切[8][35]。
- 11月
  - 11月17日 - 東京・渋谷東宝地下に渋谷文化劇場オープン[10]。
  - 11月26日 - 東映東京撮影所でニューミッチェル撮影機の使用を開始[22]。12月18日、東映京都撮影所にも導入[22]。
  - 11月28日 - 東映、東京証券取引所に株式上場[31][32]。
- 12月
  - 国立近代美術館にフィルム・ライブラリー新設[1]。
  - 松下電器産業（のちのパナソニック）、 白黒テレビ発売[21]。
  - 12月10日 - 東京映画第1回作品『春の囁（）き』（豊田四郎監督）[36]公開[21]。
  - 12月16日 - 江東楽天地が浅草楽天地を吸収合併[7][37]。
  - 12月20日 - 日本初の〔本格民間〕ボーリング場、東京ボーリング・センターが青山にオープン[37]。
  - 12月22日 - 松竹スター・河村黎吉死去[38]。27日、「大船撮影所葬」執行[38]。

## 周年
- 創立20周年
  - 東宝

## 日本の映画興行
- 入場料金（大人）
  - 130円（東京の邦画封切館）[39]
  - 映画館・映画別
    - 600円（MGM、9月公開『風と共に去りぬ』）[1]

  - 122円（統計局『小売物価統計調査（動向編） 調査結果』[40] 銘柄符号 9341「映画観覧料」）[41]
- 入場者数 8億3227万人[16]（1年間に1人平均9.7回鑑賞）[42]

| 映画製作会社   | 公開本数 |
| -------------- | -------- |
| 松竹           | 69       |
| 東宝           | 34       |
| 大映           | 51       |
| 新東宝         | 35       |
| 東映           | 41       |
| 宝塚映画製作所 | 6        |
| 東京映画       | 1        |
| その他         | 41       |
| 合計           | 278      |

出典：『映画統計資料 : 昭和21年1月-30年12月(10年間)』日本映画連合会、1956年、1頁。NDLJP:1694281。

## 各国ランキング

### 日本配給収入ランキング
| 順位 | 題名                        | 配給   | 配給収入    |
| ---- | --------------------------- | ------ | ----------- |
| 1    | ひめゆりの塔                | 東映   | 1億7659万円 |
| 2    | お茶漬の味                  | 松竹   | 1億0992万円 |
| 3    | ひばり姫初夢道中            | 松竹   | 1億0881万円 |
| 4    | 夏子の冒険                  | 松竹   | 1億0718万円 |
| 5    | 波                          | 松竹   | 1億0492万円 |
| 6    | 学生社長                    | 松竹   | 9953万円    |
| 7    | 銭形平次捕物控 からくり屋敷 | 大映   | 9379万円    |
| 8    | ハワイの夜                  | 新東宝 | 8772万円    |
| 9    | 現代人                      | 松竹   | 8491万円    |
| 10   | 千羽鶴                      | 大映   | 7905万円    |

出典:『キネマ旬報ベスト・テン85回全史 1924-2011』キネマ旬報社〈キネマ旬報ムック〉、2012年5月、96頁。ISBN 978-4873767550。
| 順位 | 題名             | 製作国             | 配給                 | 配給収入    |
| ---- | ---------------- | ------------------ | -------------------- | ----------- |
| 1    | 風と共に去りぬ   | アメリカ合衆国の旗 | MGM                  | 1億3336万円 |
| 2    | 硫黄島の砂       | アメリカ合衆国の旗 | リパブリック＝NCC    | 1億1436万円 |
| 3    | 誰が為に鐘は鳴る | アメリカ合衆国の旗 | パラマウント映画     | 1億0425万円 |
| 4    | サムソンとデリラ | アメリカ合衆国の旗 | パラマウント映画     | 9172万円    |
| 5    | キング・ソロモン | アメリカ合衆国の旗 | MGM                  | 8648万円    |
| 6    | 遠い太鼓         | アメリカ合衆国の旗 | ワーナー・ブラザース | 7771万円    |
| 7    | ダラス           | アメリカ合衆国の旗 | ワーナー・ブラザース | 7296万円    |
| 8    | リオグランデの砦 | アメリカ合衆国の旗 | リパブリック＝NCC    | 7077万円    |
| 9    | 血と砂           | アメリカ合衆国の旗 | 20世紀フォックス     | 6653万円    |
| 10   | 三銃士           | アメリカ合衆国の旗 | MGM                  | 6550万円    |

出典:『キネマ旬報ベスト・テン85回全史 1924-2011』キネマ旬報社〈キネマ旬報ムック〉、2012年5月、97頁。ISBN 978-4873767550。

## 受賞
- 第25回アカデミー賞
  - 作品賞 - 『地上最大のショウ』 - デミル、パラマウント映画
  - 監督賞 - ジョン・フォード - 『静かなる男』
  - 主演男優賞 - ゲイリー・クーパー - 『真昼の決闘』
  - 主演女優賞 - シャーリー・ブース - 『愛しのシバよ帰れ』
  - 助演男優賞 - アンソニー・クイン - 『革命児サパタ』
  - 助演女優賞 - グロリア・グレアム - 『悪人と美女』

- 第10回ゴールデングローブ賞
  - 作品賞 (ドラマ部門) - 『地上最大のショウ』
  - 主演男優賞 (ドラマ部門) - ゲイリー・クーパー - 『真昼の決闘』
  - 主演女優賞 (ドラマ部門) - シャーリー・ブース - 『愛しのシバよ帰れ』
  - 作品賞 (ミュージカル・コメディ部門) - 『わが心に歌えば』
  - 主演男優賞 (ミュージカル・コメディ部門) - ドナルド・オコーナー - 『雨に唄えば』
  - 主演女優賞 (ミュージカル・コメディ部門) - スーザン・ヘイワード - 『わが心に歌えば』
  - 監督賞 - セシル・B・デミル - 『地上最大のショウ』

- 第18回ニューヨーク映画批評家協会賞[50]
  - 作品賞 - 『真昼の決闘』

- 第5回カンヌ国際映画祭
  - パルム・ドール
    - 『オーソン・ウェルズのオセロ』 - オーソン・ウェルズ監督、 アメリカ合衆国
    - 『2ペンスの希望』 - レナート・カステラーニ監督、 イタリア

- 第13回ヴェネツィア国際映画祭
  - 金獅子賞 - 『禁じられた遊び』 - ルネ・クレマン監督、 フランス

- 第2回ベルリン国際映画祭
  - 金熊賞 - 『春の悶え』 - アルネ・マットソン監督、 スウェーデン

- 第3回ブルーリボン賞
  - 作品賞 - 『稲妻』
  - 主演男優賞 -  該当者なし
  - 主演女優賞 - 山田五十鈴（『現代人』『箱根風雲録』）
  - 監督賞 -  成瀬巳喜男（『稲妻』『おかあさん』）

- 第26回キネマ旬報ベスト・テン
  - 外国映画第1位 - 『殺人狂時代』
  - 日本映画第1位 - 『生きる』

- 第7回毎日映画コンクール
  - 日本映画大賞 - 『生きる』

- 都民映画コンクール賞
  - 『生きる』・『本日休診』・『稲妻』・『おかあさん』（順不同）[51](pp117 - 133)[注 9]

- 第7回文部省芸術祭賞
  - 映画部門 - 『生きる』[51](p125)[52]

## 生誕
- 1月7日 - サモ・ハン・キンポー、 イギリス領香港、男優
- 1月28日 - 三浦友和、 日本、男優
- 2月8日 - 郷里大輔、 日本、声優
- 2月12日 - サイモン・マッコーキンデール、 イングランド、男優
- 2月22日 - イッセー尾形、 日本、男優
- 3月3日 - 大森一樹、 日本、映画監督
- 3月19日 - ハーヴェイ・ワインスタイン、 アメリカ合衆国、プロデューサー
- 4月1日 - アネット・オトゥール、 アメリカ合衆国、女優
- 4月6日 - マリル・ヘナー、 アメリカ合衆国、女優
- 4月15日 - グレン・シャディックス、 アメリカ合衆国、男優
- 4月28日 - メアリー・マクドネル、 アメリカ合衆国、女優
- 5月2日 - 夏木マリ、 日本、女優
- 5月6日 - グレッグ・ヘンリー、 アメリカ合衆国、男優・ミュージシャン
- 5月11日 - フランシス・フィッシャー、 イギリス、男優
- 5月12日 - 風吹ジュン、 日本、女優
- 5月14日 - ロバート・ゼメキス、 アメリカ合衆国、映画監督
- 5月18日 - 大友龍三郎、 日本、声優
- 6月7日 - リーアム・ニーソン、 北アイルランド、男優
- 6月12日 - 沖雅也、 日本、男優
- 6月18日 - イザベラ・ロッセリーニ、 イタリア、女優
- 6月20日 - ジョン・グッドマン、 アメリカ合衆国、男優
- 7月1日 - ダン・エイクロイド、 カナダ、男優・ダンサー
- 7月2日 - 小柳ルミ子、 日本、歌手・女優
- 7月14日 - 水谷豊、 日本、男優
- 7月15日 - テリー・オクィン、 アメリカ合衆国、男優
- 7月20日 - 松坂慶子、 日本、女優
- 7月24日 - ガス・ヴァン・サント、 アメリカ合衆国、映画監督
- 8月10日 - ダニエル・ヒュー・ケリー、 アメリカ合衆国、男優
- 8月18日 - パトリック・スウェイジ、 アメリカ合衆国、男優・ダンサー
- 8月26日 - マイケル・ジェッター、 アメリカ合衆国、男優
- 9月2日 - よこざわけい子、 日本、声優
- 9月5日 - 草刈正雄、 日本、男優
- 9月16日 - ミッキー・ローク、 アメリカ合衆国、男優
- 9月24日 - クリストファー・リーヴ、 アメリカ合衆国、男優
- 10月3日 - 白竜、 日本、男優
- 10月22日 - ジェフ・ゴールドブラム、 アメリカ合衆国、男優
- 10月28日 - アニー・ポッツ、 アメリカ合衆国、女優
- 11月8日 - アルフレ・ウッダード、 アメリカ合衆国、女優
- 11月13日 - 野村将希、 日本、男優
- 12月12日 - サラ・ダグラス、 イングランド、女優
- 12月13日 - 井筒和幸、 日本、映画監督
- 12月20日 - ジェニー・アガター、 イングランド、女優

## 死去
| 日付 | 日付 | 名前                              | 出身国         | 年齢 | 職業           |
| 1月  | 18日 | カーリー・ハワード（三ばか大将 ） | アメリカ合衆国 | 48   | コメディアン   |
| 4月  | 21日 | レスリー・バンクス                | イギリス       | 61   | 男優           |
| 5月  | 21日 | ジョン・ガーフィールド            | アメリカ合衆国 | 39   | 男優           |
| 7月  | 6日  | ゲルトルード・ヴィーレ            | ドイツ帝国     | 61   | 女優           |
| 10月 | 17日 | ジュリア・ディーン                | アメリカ合衆国 | 74   | 舞台・映画女優 |
| 10月 | 23日 | スーザン・ピータース              | アメリカ合衆国 | 31   | 女優           |
| 10月 | 26日 | ハティ・マクダニエル              | アメリカ合衆国 | 57   | 女優           |